# Волфганг Георг цу Щолберг
Волфганг Георг цу Щолберг (на немски: Wolfgang Georg Graf zu Stolberg in Stolberg; * 20 декември 1582 в Щолберг; † 11 септември 1631 в Щолберг) от фамилията Щолберг е граф на Щолберг в Харц.
Той е син на граф Йохан цу Щолберг († 1612) и съпругата му Енгела фон Путбус († 1598), дъщеря на Георг I фон Путбус/Юрген фон Путбус (1519 – 1563) и графиня Анна Катарина фон Хонщайн († 1567).
Той има две сестри Анна Геновефа (1580 – 1635), омъжена 1626 г. за Хайнрих IV Ройс цу Долау (1580 – 1636), и Мария Магдалена цу Щолберг (1581 – 1627 в Кведлинбург).
Волфганг Георг цу Щолберг умира бездетен на 11 септември 1631 г. на 48 години в Щолберг и е погребан в църквата Св. Мартини, Щолберг. Линията Харц на фамилята Щолберг свършва по мъжка линия.

## Фамилия
Волфганг Георг цу Щолберг се жени на 31 октомври 1613 г. във Вернигероде за графиня Барбара Мария цу Щолберг-Вернигероде (* 1 декември 1596; † 21 март 1636), дъщеря на граф Кристоф II цу Щолберг-Вернигероде (1567 – 1638) и графиня Хедвиг фон Регенщайн-Бланкенбург (1572 – 1634). Те нямат деца. 
Вдовицата му Барбара Мария цу Щолберг се омъжва втори път на 6 май 1633 г. в Щолберг за граф Йохан Георг II фон Мансфелд-Айзлебен (1593 – 1647).